# Lijn 1 (metro van Milaan)
Lijn 1 is een metrolijn in de Italiaanse stad Milaan die in 1964 werd geopend. De lijn verbindt de noordoostelijke en westelijke woonwijken met elkaar via een traject onder de oude binnenstad rond de Dom. 

## Geschiedenis
Na eerdere plannen vlak voor de Eerste Wereldoorlog en in het interbellum besloot de gemeente Milaan in 1952 tot de aanleg van een metronet met vier lijnen. De aanleg van de eerste lijn begon op 24 april 1957 op de bouwwerf aan de stadskant van de Via Monte Rosa, het latere station Buonarroti. In westelijke richting lag het eindpunt bij Lotto, 2 stations van Buonarotti. In noordoostelijke richting kwamen er 18 stations tot het toenmalige oostelijke eindpunt Sesto Marelli. Het 11,8 km lange traject met 21 stations werd op 1 november 1964 geopend als tweede metrolijn van Italië. In april 1966 werd ook de zuidtak van de lijn geopend met drie stations ten zuidwesten van Pagano. In 2005 was de lijn verlengd tot 27 km met 38 stations. Zowel aan de noord als de zuidkant zijn verlengingen in aanbouw of gepland.       

### Chronologie
- 1 november 1964: Sesto Marelli - Lotto
- 2 april 1966: Pagano - Gambara (nieuwe tak)
- 18 april 1975: Gambara - Inganni
- 8 november 1975: Lotto – QT8
- 12 april 1980: QT8 - San Leonardo
- 28 september 1986: San Leonardo - Molino Dorino en Sesto Marelli - Sesto 1º Maggio FS
- 21 maart 1992: Inganni – Bisceglie
- 30 maart 2005: tijdelijk bedrijf Molino Dorino - Rho Fieramilano tot 2 april.
- 14 september 2005: Molino Dorino - Rho Fieramilano

## Techniek

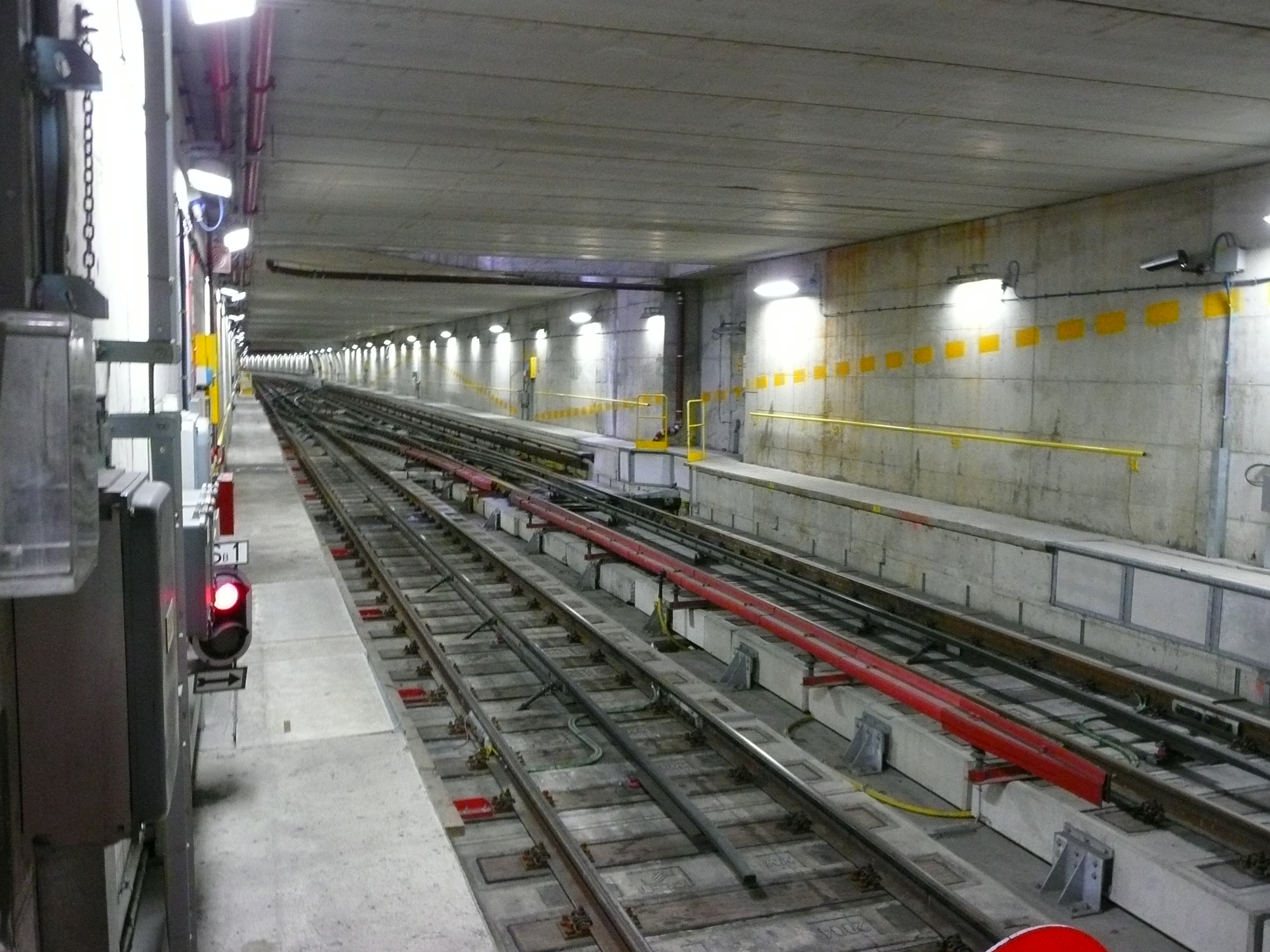
stroom- en middenrail zichtbaar in de tunnel

De lijn werd voor het grootste deel gebouwd volgens de Milanese methode waarbij in de buurt van historische gebouwen aanvullende maatregelen voor het stabiliseren van de bodem werden genomen. De sporen liggen in het in de jaren 60 geopende deel van de lijn op bielzen in een ballastbed, daarna zijn de bielzen in de betonnen vloer van de tunnel gegoten. De stroomtoevoer gaat bij lijn 1 via een derde rail aan de zijkant, terwijl de stroomafvoer, net als bij de Londense underground via een middenrail loopt. In de werkplaatsen, bij Precotto en Gallatarese, wordt gereden met bovenleiding.    

## Stations
| Zuidtak     | Hoofdlijn          | Overstappunt | Foto * | Type                         | Geopend           | Ligging                       | Opmerkingen                      |
| ----------- | ------------------ | ------------ | ------ | ---------------------------- | ----------------- | ----------------------------- | -------------------------------- |
|             | Rho Fieramilano    |              | 110 !  | kuip                         | 14 september 2005 | 45° 31′ 11″ NB, 9° 05′ 14″ OL |                                  |
|             | Pero               |              | 120 !  | kuip                         | 19 december 2005  | 45° 30′ 32″ NB, 9° 05′ 9″ OL  |                                  |
|             | Molino Dorino      |              | 130 !  | kuip                         | 28 september 1986 | 45° 30′ 19″ NB, 3° 39′ 59″ OL |                                  |
|             | San Leonardo       |              | 140 !  | ondiep gelegen zuilenstation | 12 april 1980     | 45° 30′ 4″ NB, 9° 06′ 6″ OL   |                                  |
|             | Bonola             |              | 150 !  | ondiep gelegen zuilenstation | 12 april 1980     | 45° 29′ 49″ NB, 9° 06′ 36″ OL |                                  |
|             | Uruguay            |              | 160 !  | ondiep gelegen zuilenstation | 12 april 1980     | 45° 29′ 37″ NB, 9° 07′ 14″ OL |                                  |
|             | Lampugnano         |              | 170 !  | ondiep gelegen zuilenstation | 12 april 1980     | 45° 29′ 22″ NB, 9° 07′ 38″ OL |                                  |
|             | QT8                |              | 180 !  | ondiep gelegen zuilenstation | 8 november 1975   | 45° 29′ 10″ NB, 9° 08′ 14″ OL |                                  |
|             | Lotto              |              | 540 !  | ondiep gelegen zuilenstation | 1 november 1964   | 45° 28′ 46″ NB, 9° 08′ 36″ OL |                                  |
|             | Amendola           |              | 610 !  | ondiep gelegen zuilenstation | 1 november 1964   | 45° 28′ 24″ NB, 9° 09′ 4″ OL  |                                  |
|             | Buonarroti         |              | 620 !  | ondiep gelegen zuilenstation | 1 november 1964   | 45° 28′ 13″ NB, 9° 09′ 19″ OL |                                  |
| Olmi        |                    |              | 370 !  |                              | gepland           | 0 !                           |                                  |
| Baggio      |                    |              | 380 !  |                              | gepland           | 0 !                           |                                  |
| Parri       |                    |              | 390 !  |                              | gepland           | 0 !                           |                                  |
| Bisceglie   |                    |              | 630 !  | ondiep gelegen zuilenstation | 21 maart 1992     | 45° 27′ 20″ NB, 9° 06′ 48″ OL |                                  |
| Inganni     |                    |              | 640 !  | ondiep gelegen zuilenstation | 18 april 1975     | 45° 27′ 27″ NB, 9° 07′ 21″ OL |                                  |
| Primaticcio |                    |              | 650 !  | ondiep gelegen zuilenstation | 18 april 1975     | 45° 27′ 34″ NB, 9° 07′ 46″ OL |                                  |
| Bande Nere  |                    |              | 660 !  | ondiep gelegen zuilenstation | 18 april 1975     | 45° 27′ 42″ NB, 9° 08′ 14″ OL |                                  |
| Gambara     |                    |              | 670 !  | ondiep gelegen zuilenstation | 2 april 1966      | 45° 27′ 54″ NB, 9° 08′ 36″ OL |                                  |
| De Angeli   |                    |              | 680 !  | ondiep gelegen zuilenstation | 2 april 1966      | 45° 28′ 0″ NB, 9° 08′ 58″ OL  |                                  |
| Wagner      |                    |              | 690 !  | ondiep gelegen zuilenstation | 2 april 1966      | 45° 28′ 5″ NB, 9° 09′ 20″ OL  |                                  |
| Pagano      | Pagano             |              | 700 !  | ondiep gelegen zuilenstation | 1 november 1964   | 45° 28′ 6″ NB, 9° 09′ 39″ OL  | aansluiting zuidtak op hoofdlijn |
|             | Conciliazione      |              | 710 !  | ondiep gelegen zuilenstation | 1 november 1964   | 45° 28′ 3″ NB, 9° 09′ 59″ OL  |                                  |
|             | Cadorna FN         |              | 1020 ! | ondiep gelegen zuilenstation | 1 november 1964   | 45° 28′ 5″ NB, 9° 10′ 36″ OL  |                                  |
|             | Cairoli            |              | 1030 ! | ondiep gelegen zuilenstation | 1 november 1964   | 45° 28′ 6″ NB, 9° 10′ 56″ OL  |                                  |
|             | Cordusio           |              | 1040 ! | ondiep gelegen zuilenstation | 1 november 1964   | 45° 27′ 56″ NB, 9° 11′ 11″ OL |                                  |
|             | Duomo              |              | 1160 ! | ondiep gelegen zuilenstation | 1 november 1964   | 45° 27′ 53″ NB, 9° 11′ 25″ OL |                                  |
|             | San Babila         | (vanaf 2023) | 1390 ! | ondiep gelegen zuilenstation | 1 november 1964   | 45° 28′ 0″ NB, 9° 11′ 51″ OL  |                                  |
|             | Palestro           |              | 1400 ! | ondiep gelegen zuilenstation | 1 november 1964   | 45° 28′ 16″ NB, 9° 12′ 5″ OL  |                                  |
|             | Porta Venezia      |              | 1410 ! | ondiep gelegen zuilenstation | 1 november 1964   | 45° 28′ 31″ NB, 9° 12′ 21″ OL |                                  |
|             | Lima               |              | 1420 ! | ondiep gelegen zuilenstation | 1 november 1964   | 45° 28′ 50″ NB, 9° 12′ 40″ OL |                                  |
|             | Loreto             |              | 1440 ! | ondiep gelegen zuilenstation | 1 november 1964   | 45° 29′ 5″ NB, 9° 12′ 54″ OL  |                                  |
|             | Pasteur            |              | 1450 ! | ondiep gelegen zuilenstation | 1 november 1964   | 45° 29′ 27″ NB, 9° 13′ 5″ OL  |                                  |
|             | Rovereto           |              | 1460 ! | ondiep gelegen zuilenstation | 1 november 1964   | 45° 29′ 45″ NB, 9° 13′ 11″ OL |                                  |
|             | Turro              |              | 1470 ! | ondiep gelegen zuilenstation | 1 november 1964   | 45° 13′ 16″ NB, 9° 13′ 16″ OL |                                  |
|             | Gorla              |              | 1480 ! | ondiep gelegen zuilenstation | 1 november 1964   | 45° 30′ 24″ NB, 9° 13′ 22″ OL |                                  |
|             | Precotto           |              | 1490 ! | ondiep gelegen zuilenstation | 1 november 1964   | 45° 30′ 44″ NB, 9° 13′ 28″ OL |                                  |
|             | Villa San Giovanni |              | 1500 ! | ondiep gelegen zuilenstation | 1 november 1964   | 45° 31′ 4″ NB, 9° 13′ 35″ OL  |                                  |
|             | Sesto Marelli      |              | 1510 ! | ondiep gelegen zuilenstation | 1 november 1964   | 45° 31′ 25″ NB, 9° 13′ 41″ OL |                                  |
|             | Sesto Rondò        |              | 1520 ! | ondiep gelegen zuilenstation | 28 september 1986 | 45° 32′ 3″ NB, 9° 13′ 53″ OL  |                                  |
|             | Sesto 1º Maggio FS |              | 1530 ! | ondiep gelegen zuilenstation | 28 september 1986 | 45° 32′ 30″ NB, 9° 14′ 19″ OL |                                  |
|             | Sesto Restellone   |              | 1540 ! | ondiep gelegen zuilenstation | verwacht 2026     | 45° 32′ 54″ NB, 9° 14′ 40″ OL |                                  |
|             | Monza Bettola      |              | 1550 ! | ondiep gelegen zuilenstation | verwacht 2026     | 45° 33′ 22″ NB, 9° 14′ 53″ OL |                                  |

* De sorteerwaarde van de foto is de ligging langs de lijn